# Eure (folyó)
Az Eure folyó Franciaország területén, a Szajna jobb oldali mellékfolyója.

## Földrajzi adatok
A folyó a Marchainville-nél Orne 
megyében ered 220 méterrrel a tengerszint felett, és Martot-nál, Eure megyében torkollik a Szajnába. Hossza 228,4 km. 

## Mellékfolyói
- Aunay
- Drouette
- Vesgre
- Donette
- Blaise
- Avre
- Iton

Eure-et-Loir és Eure megye névadója.

## Megyék és városok a folyó mentén
- Orne: Neuilly-sur-Eure
- Eure-et-Loir: Saint-Georges-sur-Eure, Chartres, Maintenon
- Eure: Pacy-sur-Eure, Louviers.